# Романово (Калужская область)
Романово — деревня в Медынском районе Калужской области Российской Федерации. Центр сельского поселения «Деревня Романово».

## Название
Было известно как сельцо Филимоновское, оно же Романовское (1782 год).
Название Романово происходит от календарного личного имени Роман греко-римского происхождения.

## География
Расположена на Смоленско-Московской возвышенности. Рядом находятся деревня Дошино и город Медынь.

## История
Первое известное упоминание о данной территории имеется в «Поместном приказе» от 1694 года на чертеже земель в Медынском уезде.
В 1782 году сельцо Филимоновское оно же Романовское с пустошами принадлежало Никифору Зотовичу Реткину. В сельце 307 десятин и 1251 сажень пахотной земли, 17 десятин сенных покосов, 173 десятины и 453 сажени леса.
С 1861 года — центр Романовской волости Медынского уезда.
До революции в деревне Романово находилась усадьба Рябова.

### Великая Отечественная война
Оккупирована фашистами в октябре 1941 года. 15 января 1942 года 43-я армия генерала Голубева вышла на рубеж Романово—Горнево.
Отступая, противник сжёг Романово, расстреляв пленных красноармейцев, 18 января 1942 года.
В деревне находится братская могила.

### Наше время
С 2007 года ведётся строительство и освящение храма Святого Великомученика Георгия Победоносца по проекту архитектора А. Н. Оболенского. В ноябре 2007 года митрополит Калужский и Боровский Климент, заложил первый кирпич и освятил основание храма в присутствии Юрия Михайловича Лужкова (тогда мэра Москвы) и губернатора Калужской области, Анатолия Дмитриевича Артамонова. 6 мая 2009 патриарх Кирилл освятил крест на центральном куполе храма. В октябре 2009 митрополит Климент также освятил четыре креста на малых куполах.
23 января 2010 года митрополит Климент освятил южный придел храма Георгия Победоносца в честь архангела Михаила. С этого в храме начинаются первые богослужения. 6 мая 2012 года в митрополит Калужский и Боровский Климент подарил храму частицы мощей преподобных Оптинских старцев, Серафима Саровского, Силуана Афонского, митрополитов Московских Филарета и Иннокентия, патриарха Московского Тихона, митрополита Киевского, святителя Филарета. Построенный храм вмещает до 1500 человек и представляет центрическую пятикупольную и четырёхстолпную церковь с боковыми притворами.
В феврале 2016 года в Романово проходили соревнования Гран-При по бадминтону.

## Население
| 2002 | 2010 |
| ---- | ---- |
| 269  | ↗375 |

## Инфраструктура
Личное подсобное хозяйство с зоной сельскохозяйственного использования, индивидуальная застройка усадебного типа.
Основа экономики — сельское хозяйство.
В 2009 году в Романово открылся после реконструкции фельдшерско-акушерский пункт
С 2004 года в деревне функционирует Степановская основная школа, с августа 2005 года — «Романовская основная общеобразовательная школа». В 2007 году в Романово открылся детский сад «Солнышко»

## Транспорт
Автобусное сообщение. Остановка общественного транспорта «Романово» в центре деревни.